# Oostelijk Havengebied

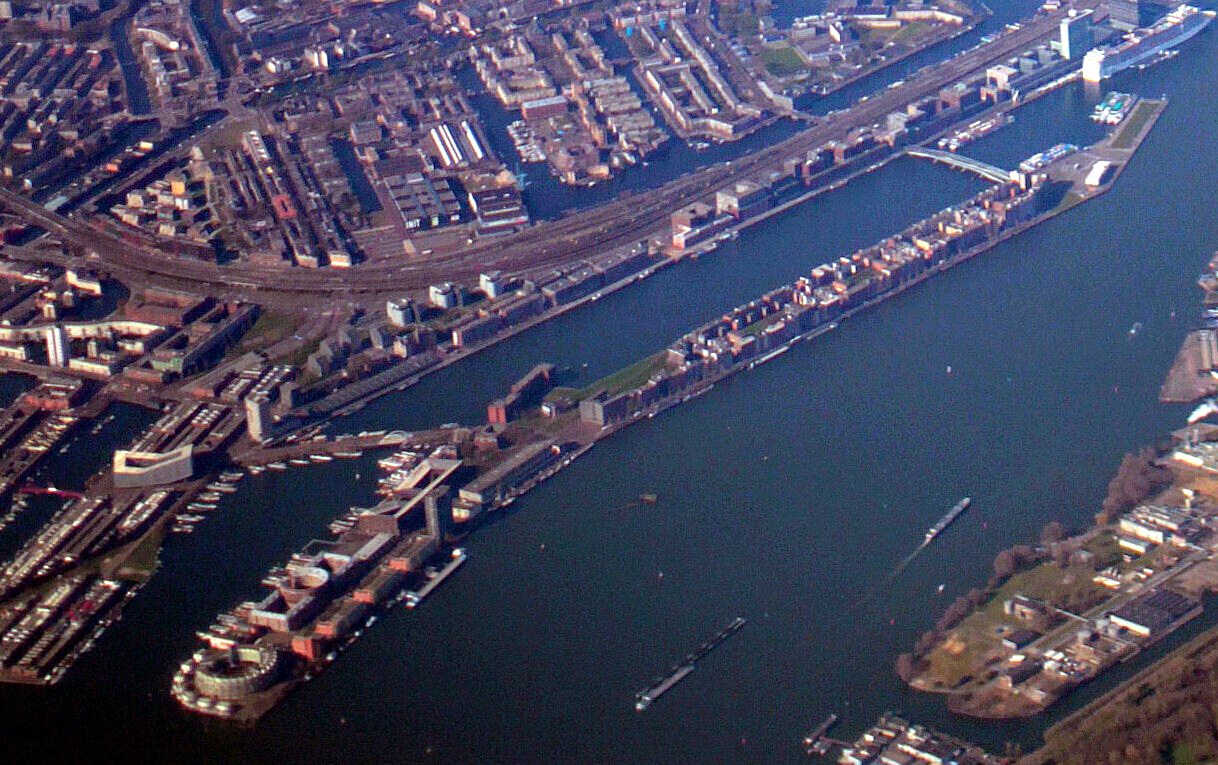
Deel van het Oostelijk Havengebied vanuit de lucht (2013)

Het Oostelijk Havengebied is een woonwijk in de Nederlandse stad Amsterdam. Het is tevens een van de vijftien wijken binnen het stadsdeel Amsterdam-Oost.
Eind negentiende eeuw werd dit gebied, gelegen aan de zuidzijde van het IJ en dicht bij de Zuiderzee, bestemd voor de uitbreiding van de haven van Amsterdam. In de jaren 1960 en 1970 verplaatsten de havenactiviteiten zich naar het Westelijk Havengebied en verloederde het gebied steeds meer. Vanaf het midden van de jaren 1980 kreeg het gebied een woonbestemming. Anno 2024 is het Oostelijk Havengebied een woonwijk met circa 20.000 inwoners. Het gemiddeld inkomen ligt er boven het Amsterdams gemiddelde.

## Ligging, buurtindeling en demografie
Het Oostelijk Havengebied is de meest noordwestelijk gelegen wijk binnen het stadsdeel Oost. De wijk grenst in het noorden aan het IJ, in het oosten aan de wijk Zeeburgereiland / Nieuwe Diep, in het zuiden aan de wijken Indische Buurt (oost en west), en in het westen en zuidwesten aan het stadsdeel Amsterdam-Centrum (wijken Nieuwmarkt / Lastage en Weesperbuurt / Plantage). Het meest westelijke deel van de wijk (het Muziekgebouw aan 't IJ) ligt op slechts enkele honderden meters van het Centraal Station.
De wijk Oostelijk Havengebied (CBS-wijkcode: 0363MA) bestaat uit elf buurten:

Buurten Oostelijk Havengebied

- Java-eiland (CBS-buurtcode: 0363MA01)
- KNSM-eiland (0363MA02)
- Oostelijke Handelskade (0363MA03)
- Rietlanden (0363MA04)
- Sporenburg (0363MA05)
- Borneo (0363MA06)
- Entrepot-Noordwest (0363MA07)
- Bedrijvengebied Veelaan (0363MA08)
- Architectenbuurt (0363MA09)
- Cruquiusbuurt (0363MA10)
- Bedrijvengebied Zeeburgerkade (0363MA11)

De vier laatstgenoemde buurten worden op het kaartje hiernaast weergegeven als Cruquiuseiland.
De wijk Oostelijk Havengebied heeft een oppervlakte van 363 hectare, waarvan 209 hectare uit water bestaat. 154 hectare is dus land. Het aantal inwoners van de wijk nam tussen 2013 en 2024 toe van 17.520 tot 20.555, een grote groei van 17%. De voornaamste oorzaak van de toename is de oplevering van een groot aantal woningen in de Cruquiusbuurt (voorheen: bedrijvengebied Cruquiusweg; anno 2024 grotendeels woongebied). De wijk telt anno 2024 bijna 10.000 woningen, waarvan 39% koop en 61% huur. Iets meer dan de helft van de huurwoningen zijn sociale huurwoningen, ofwel 32% van de totale woningvoorraad, hetgeen lager is dan het Amsterdams gemiddelde (40%). De gemiddelde WOZ-waarde in de wijk bedroeg in 2023 €630.000 (Amsterdam: €456.597). Ongeveer 40% van de bevolking in het Oostelijk Havengebied had in 2024 een migratieachtergrond, aanzienlijk minder dan het Amsterdams gemiddelde (60%). Het gemiddeld inkomen per inwoner van de wijk bedroeg in 2024 €45.700 (per inkomensontvanger: €54.200) en lag daarmee boven het Amsterdams gemiddelde (€36.513, respectievelijk €44.276).

## Geschiedenis

### Aanleg van de haven

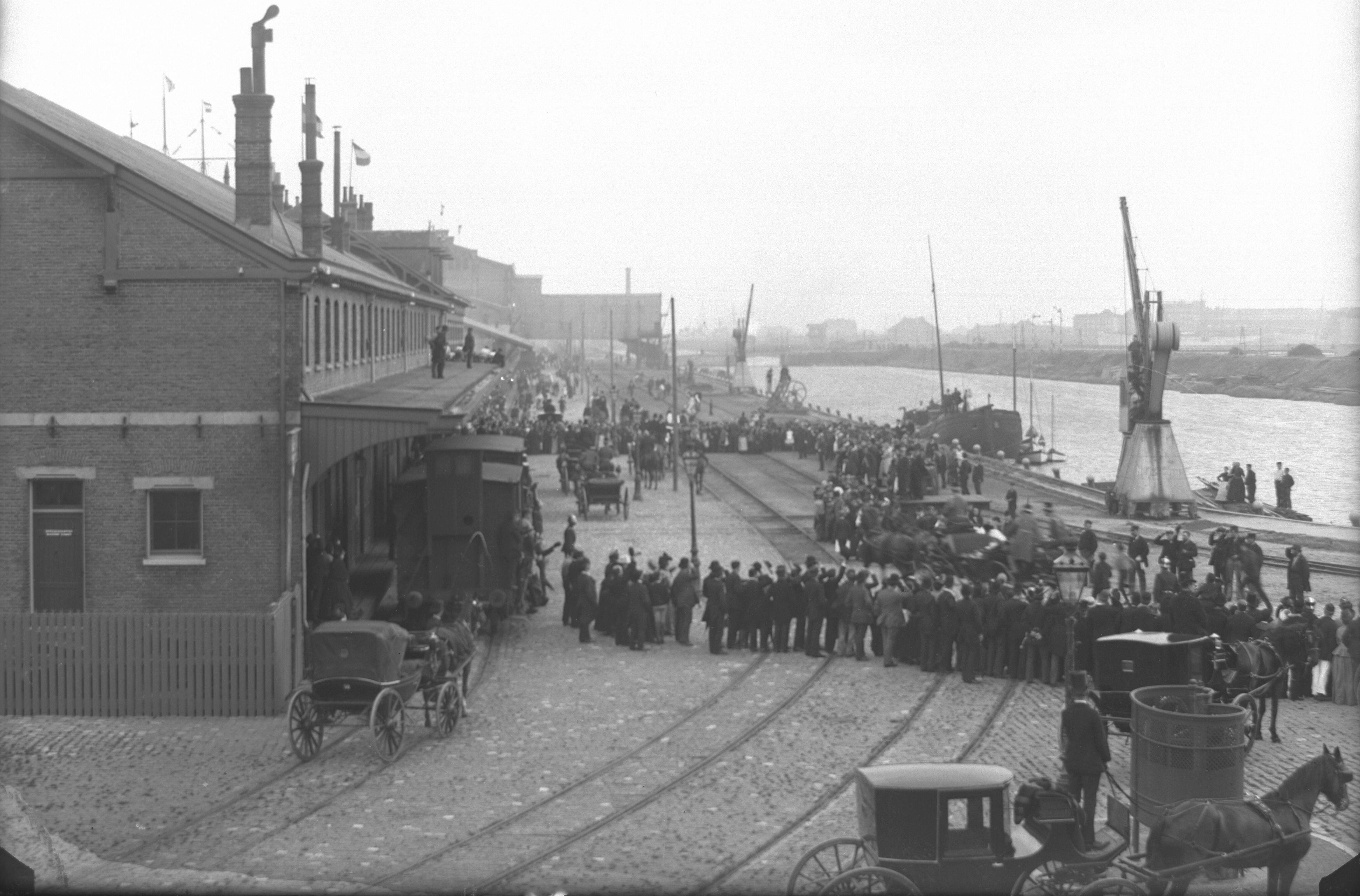
De Oostelijke Handelskade tijdens koninklijk bezoek. Rechts op de achtergrond de golfbreker waaruit later het Java-eiland zou ontstaan (Jacob Olie, 1890)

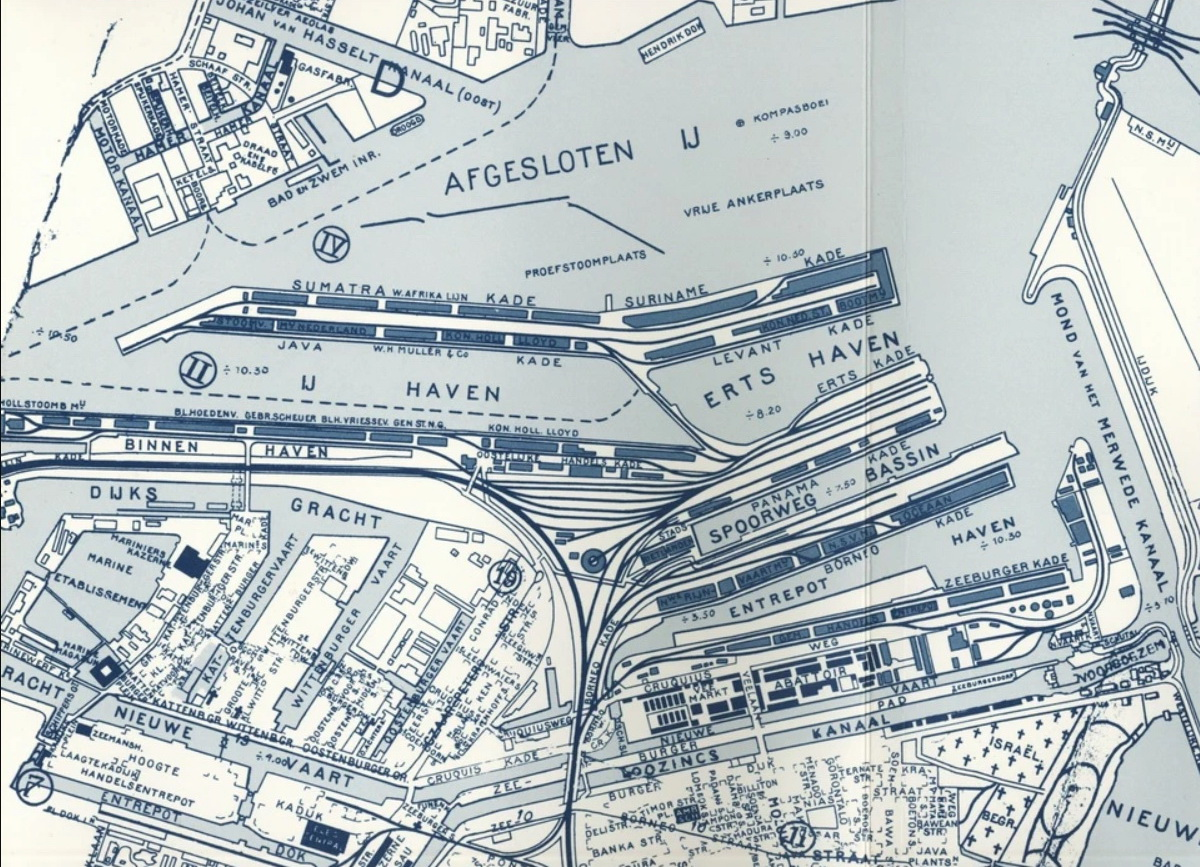
Kaart van het Oostelijk Havengebied (1914)

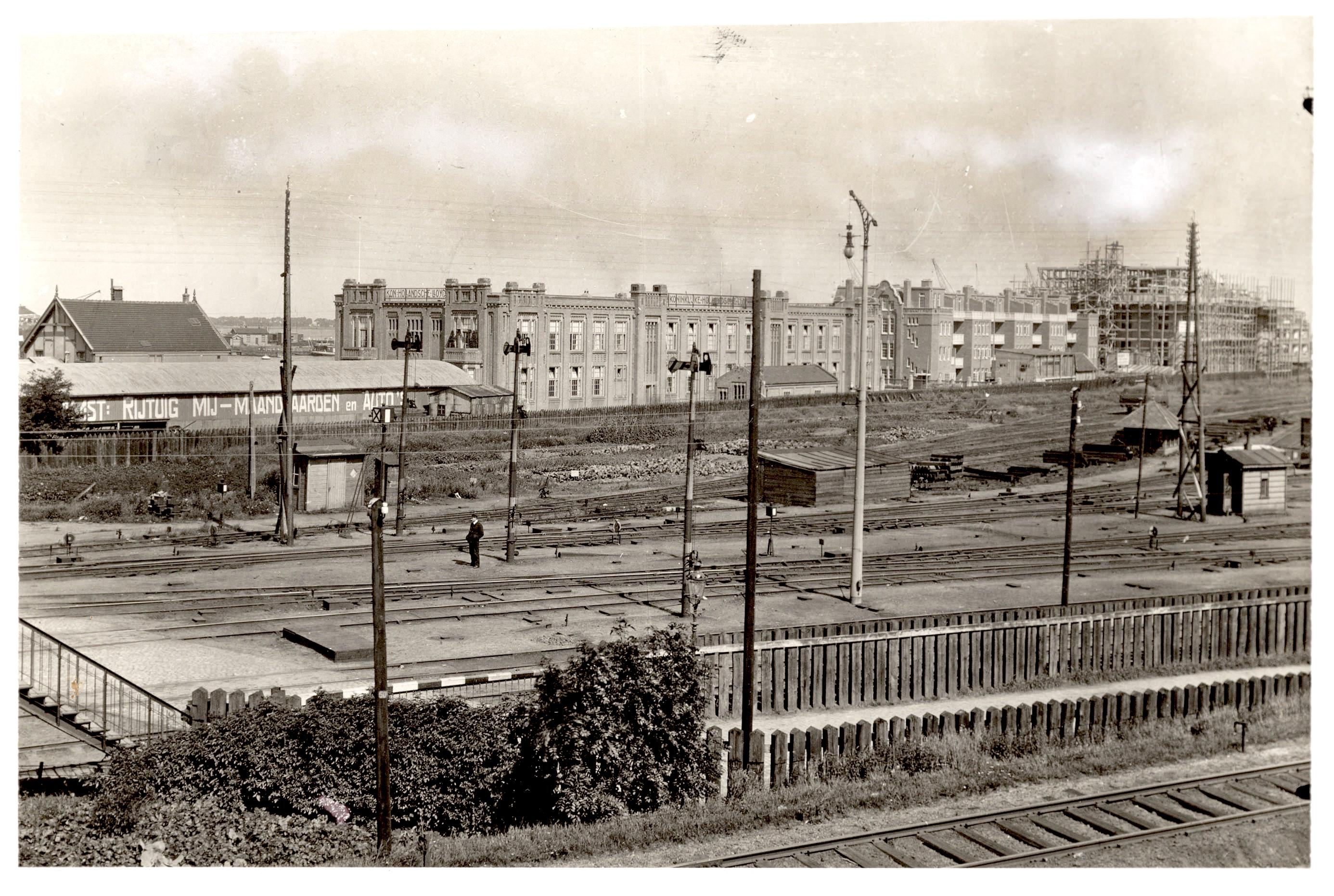
Rangeerterrein De Rietlanden (ca. 1917)

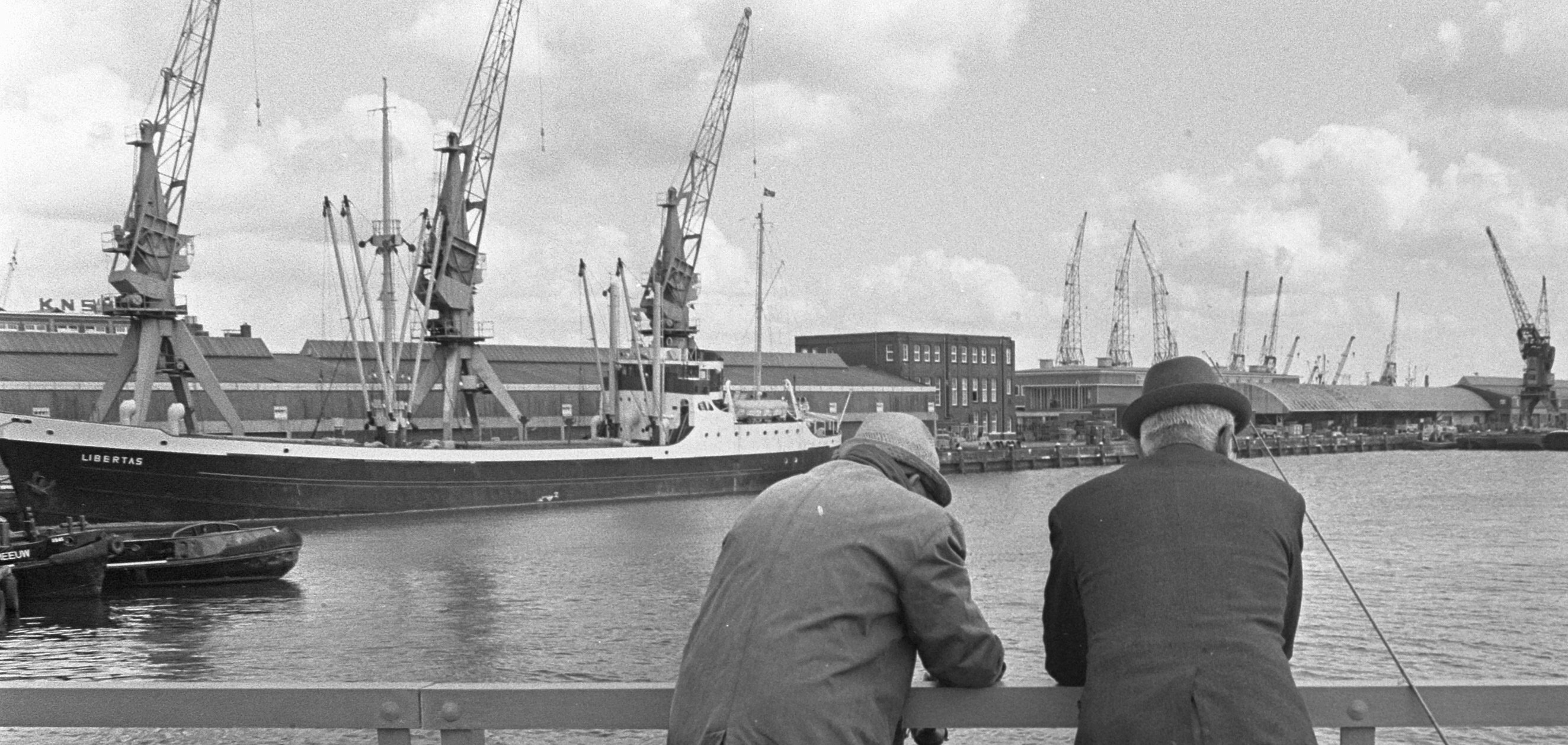
Gezicht op het KNSM-eiland tijdens havenstaking (1970)

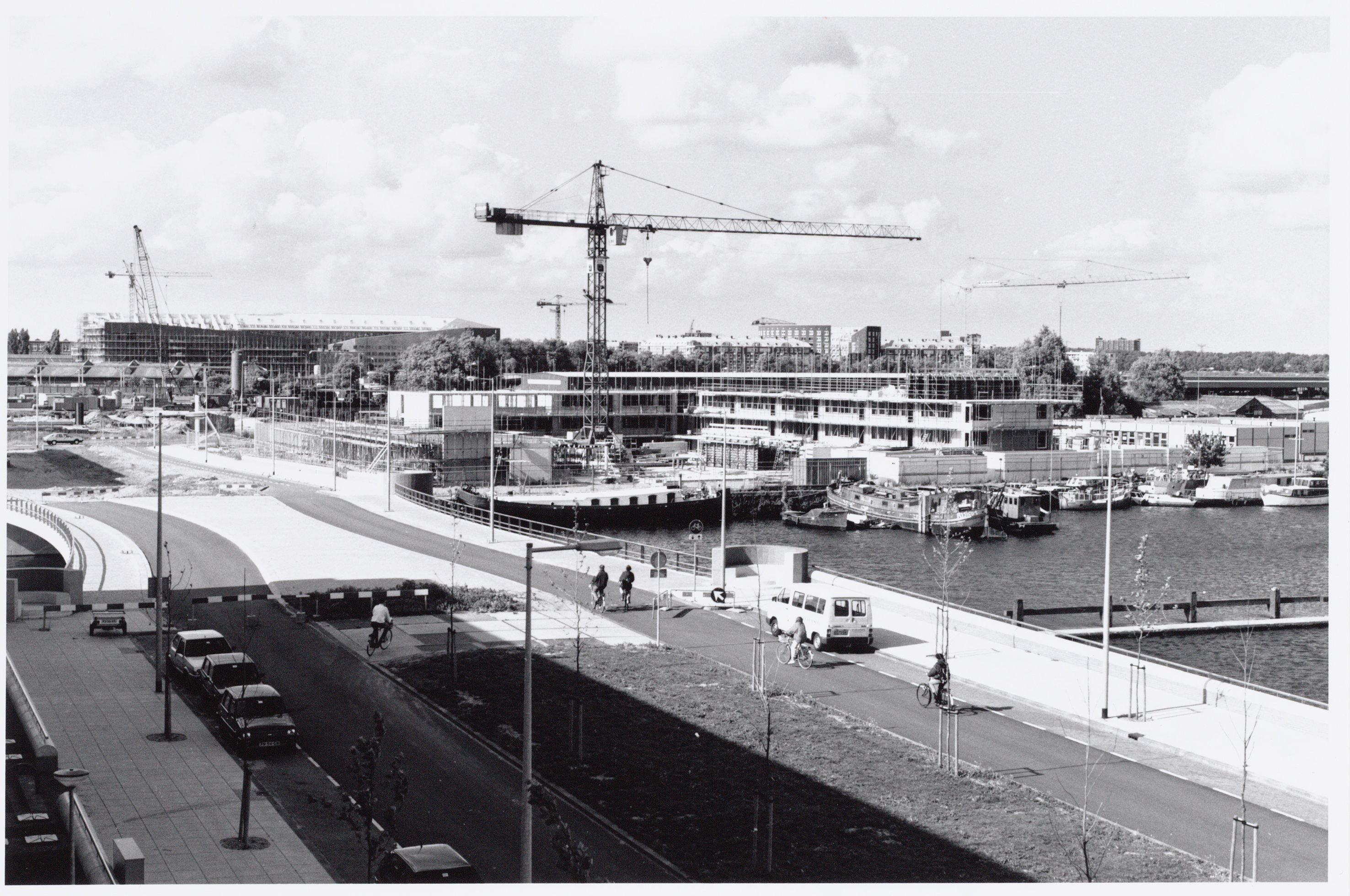
Bouwwerkzaamheden C. van Eesterenlaan en, op de achtergrond, KNSM-eiland (1993)

Halverwege de negentiende eeuw bepaalde de Nederlandse regering dat ten behoeve van de bouw van het Station Amsterdam Centraal het Open Havenfront gedempt moest worden, zodat het station in het deels te dempen IJ gebouwd kon worden. Het besluit werd genomen ondanks bezwaren van de stad Amsterdam. Stadsingenieur Van Niftrik kreeg daarop voor elkaar dat ten noorden van de spoorlijn bij het Oosterdok een nieuwe kade aangelegd werd, de Oostelijke Handelskade.
Hiermee begon de ontwikkeling van het Oostelijk Havengebied. Tot die tijd was dit deel van de stad een stuk wildernis, een moerasgebied genaamd de Rietlanden. De grens van het vasteland werd gevormd door de Zeeburgerdijk. Die dijk heette toen nog de Sint Antoniesdijk en liep via het vestingwerk Zeeburch naar de Zuiderzee. Een deel daarvan heet nu de Diemerzeedijk. Het nieuwe havengebied aan de Oostelijke Handelskade sloot goed aan bij het Spoorwegbassin dat omstreeks dezelfde tijd in de Rietlanden was aangelegd en dat met name gebruikt werd voor de overslag van kolen en erts. De spoorlijnen in dit haventerrein vormden een wirwar van rangeersporen, en het gebied kreeg al gauw de naam Sporenburg.
Met de ontwikkeling van de Oostelijke Handelskade kreeg Amsterdam voor het eerst een haven aan diep water, een vereiste om in de vaart der volkeren mee te kunnen. Met de bouw van de pakhuizen Europa, Azië en Africa startte de eigenlijke ontwikkeling van de kade in 1883. De kade werd modern opgezet, met een spoorlijn en (stoom-)kranen voor het laden en lossen.
Wegens klachten over de invloed van de Zuiderzee op de activiteiten bij de Oostelijke Handelskade (bij storm kon er niet gewerkt worden vanwege de golfslag) werd besloten een golfbreker aan te leggen. Dat bleek geen succes. In 1890 besloot de gemeente Amsterdam om een dam in het IJ aan te leggen. Dat was het begin van het IJ-eiland, later Java-eiland en KNSM-eiland genoemd. Al in 1896 besloot de gemeente om op dit eiland een havenkade aan te leggen, de IJkade, aansluitend op de dam. Met het baggerslib uit het Noordzeekanaal werd het eiland opgehoogd. Met de verlenging van de westelijke IJkade in 1904 ontstond het nieuwe schiereiland. Het havenbekken tussen het Java-eiland en de Oostelijke Handelskade wordt IJhaven genoemd, het havenbekken ten zuiden van het KNSM-eiland heet Ertshaven.
Over de verbindingsdam lag de spoorlijn voor het vervoer van goederen. Het nieuwe eiland bleek met zijn diepwaterkades aantrekkelijk voor rederijen. In 1903 vestigde de Koninklijke Nederlandsche Stoomboot-Maatschappij (KNSM) zich op het oostelijk deel van het IJ-eiland, het bedrijf groeide zo sterk dat het na de zuidkade (Levantkade) ook de noordkade (Surinamekade) in beslag zou nemen. Op het westelijk deel van het IJ-eiland (Java-eiland) vestigde zich onder meer de Stoomvaart-Maatschappij Nederland (SMN), dat aan de Oostelijke Handelskade niet genoeg ruimte had om te groeien.
In de eerste helft van de twintigste eeuw was het Oostelijk Havengebied volop in ontwikkeling. Vanaf hier vertrokken tevens passagiersschepen naar 'de Oost', met name naar Nederlands-Indië. Het was een komen en gaan van schepen met vracht uit de koloniën. Tussen de loodsen en pakhuizen stonden enkele gezichtsbepalende gebouwen, waaronder het Lloyd Hotel (Evert Breman, 1918) aan de Oostelijke Handelskade en het karakteristieke gebouw van de Algemene Dienst (gesloopt in 1975) op de kop van de Handelskade.

### Veemarkt en abattoir
In 1877 werd het terrein aan de Nieuwe Vaart aangewezen als de plek waar de veemarkt en het nieuwe abattoir moesten komen. De nieuwe hygiënewetgeving maakte het noodzakelijk dat deze bedrijven zich buiten de stad moesten vestigen. Op het terrein stonden enkele molens. (De Hoop, De Liefde en Het Fortuin), waarvan de eigenaren zich met hand en tand verzetten tegen de voorgenomen. Na diverse rechterlijke uitspraken moesten ze alsnog wijken. In 1887 worden het nieuwe abattoir en het veemarktterrein geopend.
Met de openstelling in 1892 van het Merwedekanaal, de voorloper van het Amsterdam-Rijnkanaal, werd ook de verbinding met het achterland sterk verbeterd. Nabij de veemarkt werd een terrein ontwikkeld voor een nieuw douane-entrepot, de Entrepothaven, ter uitbreiding van het oude Entrepotdok. In 1899 werden aan de Entrepothaven de pakhuizen Maandag tot en met Zaterdag gebouwd, in 1903 gevolgd door het pakhuis Zondag.

### Neergang
Al voor de Tweede Wereldoorlog liepen de havenactiviteiten terug in het Oostelijk Havengebied. De crisis van de jaren 1930 was daar mede debet aan. De Koninklijke Hollandsche Lloyd (KHL) kon niet meer aan zijn verplichtingen voldoen en het Lloyd Hotel werd verkocht aan de overheid. Tijdens de oorlog bleef het stil in de havens. Veel schepen waren voor de Duitsers gevlucht naar Engeland. Dat probeerde ook de J.P. Coen, die echter voor de sluizen van IJmuiden tot zinken werd gebracht en daar een barrière vormde voor de scheepvaart. In het laatste jaar van de oorlog werden ruim 150 havenkranen door de Duitsers opgeblazen.
In de jaren 1950 viel na de dekolonisatie van Indonesië de handel met 'de Oost' vrijwel stil. In 1979 verliet de KNSM als laatste rederij het gebied, wat tevens het definitieve einde betekende van de lijndiensten op de Oost. Het grotendeels verlaten Oostelijk Havengebied raakte steeds meer in verval. Een deel van de havengebouwen werd gesloopt, zoals het gebouw van de Algemene Dienst, zonder dat er een visie bestond wat er met het gebied moest gebeuren. Het voormalige Lloyd Hotel deed dienst als jeugdgevangenis.
Thans wordt nog altijd een klein deel van het gebied voor industriële activiteiten gebruikt, namelijk het oostelijke eind van de Cruquiusweg.

### Nieuwe plannen
Krakers en kunstenaars, later ook stadsnomaden, namen vanaf circa 1980 bezit van met name het KNSM-eiland, waar diverse kantoorpanden en de voormalige KNSM-kantine geschikt gemaakt werden voor bewoning. Diverse havenloodsen (onder andere Loods 6) werden ingericht als atelierruimte. Samen hebben ze mede kunnen voorkomen dat deze gebouwen gesloopt werden. Ook roerden zij zich in de discussies over de toekomst van het gebied. Een plan om de havens te dempen en er een grootschalige stadswijk à la Osdorp neer te zetten, verdween mede door hen van tafel.
Het oude abattoirterrein was al eind jaren 1980 bebouwd met vrij eenvormige sociale woningbouw, volgens het beproefde recept van de gemeentelijke dienst Volkshuisvesting. Het wordt nu gezien als het minst geslaagde stuk van de buurt, met zijn drie verdiepingen tellende strokenbouw. De pakhuizen aan de Zeeburgerkade zijn wel gespaard. Deze zijn verbouwd tot appartementengebouwen. In het naast pakhuis Zondag gelegen voormalige cacaopakhuis Koning Willem I uit 1961 werd het Internationaal Instituut voor Sociale Geschiedenis (IISG) gevestigd.

## Gezichtsbepalende bebouwing

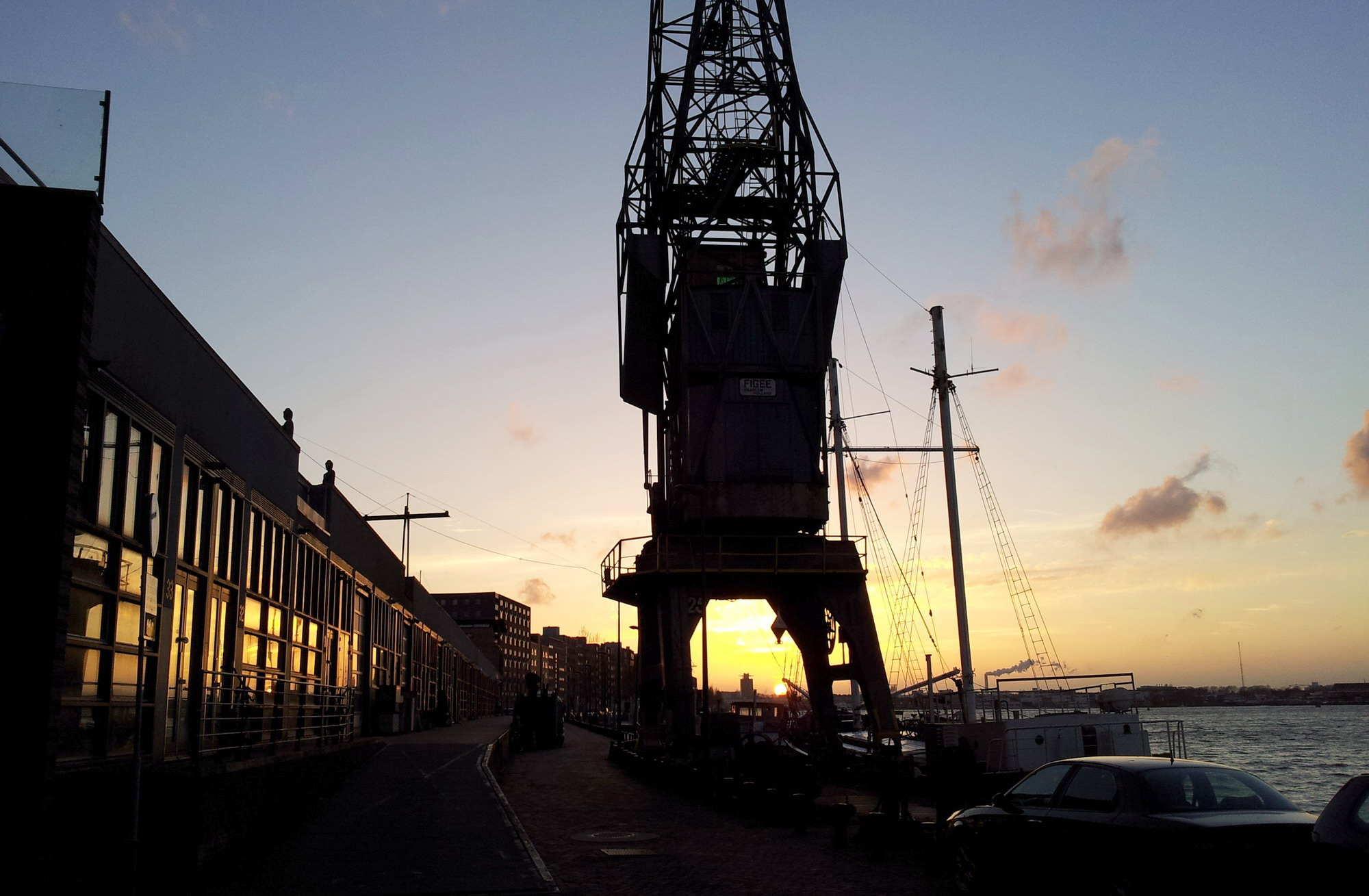
Loods 6 en havenkraan 2868 aan de Surinamekade (2013)

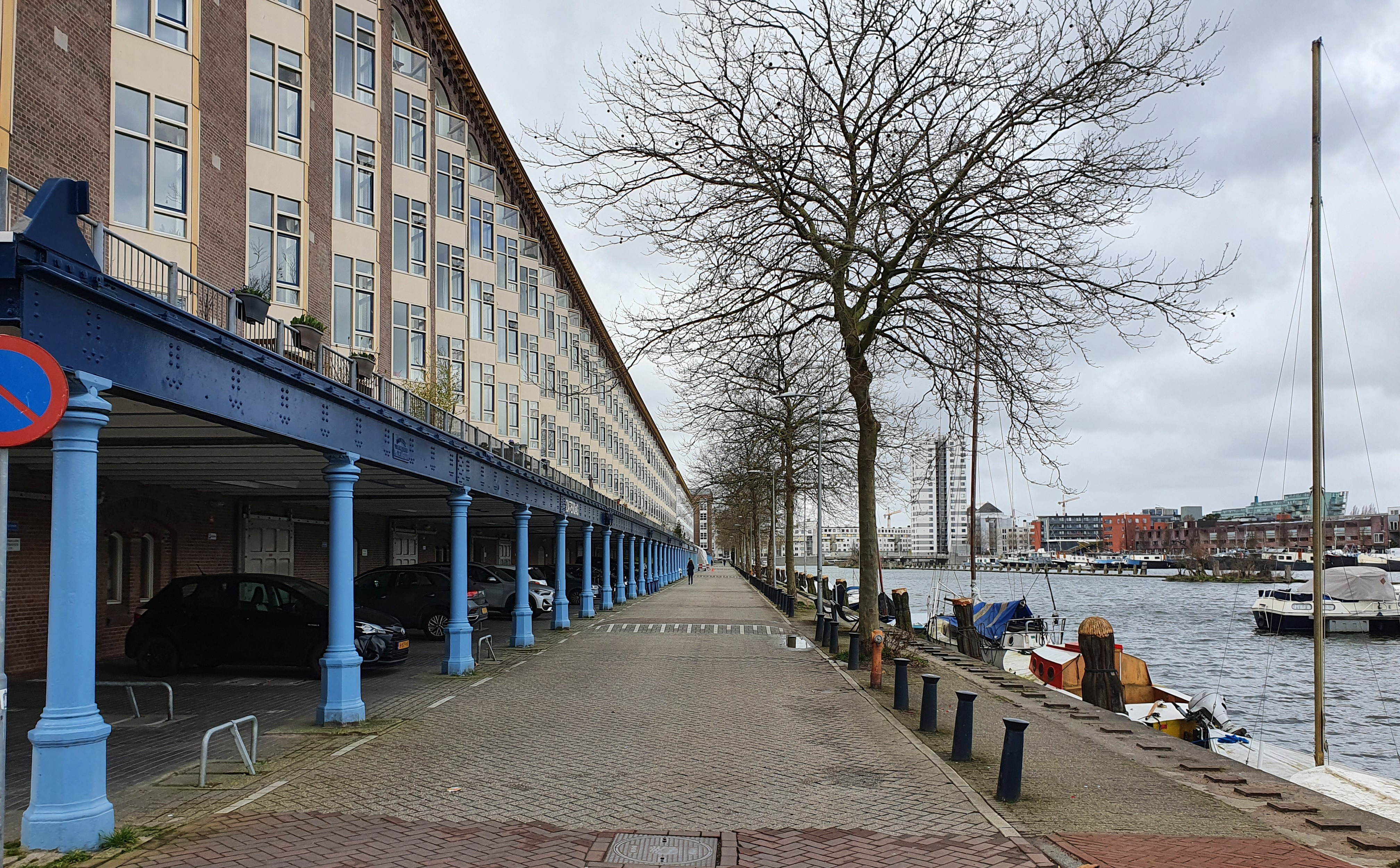
Pakhuizen aan de Entrepothaven (2021)

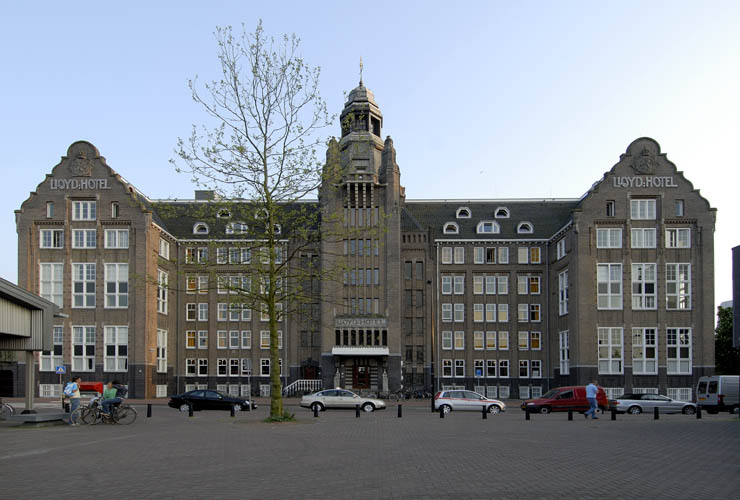
Het Lloyd Hotel na restauratie (2004)

Het gebied is in het laatste decennium van de twintigste eeuw ontwikkeld tot een modern woongebied, enigszins te vergelijken met de Eastern Docklands in Londen. Het gebied wordt gekenmerkt door een doordachte stedenbouwkundige opzet en een eigentijdse architectuur. De architectuurcriticus Hans Ibelings schreef in 2003: "De realisatie van het hele gebied valt voor een groot deel samen met de bloeiperiode van de Nederlandse architectuur in de jaren negentig van de twintigste eeuw [...] Het Oostelijk Havengebied is daardoor op te vatten als een who is who van de recente architectuur". De appartementen worden voornamelijk bewoond door mensen uit de hogere inkomensgroepen. Het Java- en KNSM-eiland behoren tot de eerste Amsterdamse buurten waar glasvezelinternet werd aangelegd.
De bebouwing van het Oostelijk Havengebied moest stedelijk zijn, wat inhield dat er veel woningen op een kleine oppervlakte gerealiseerd moesten worden. Voor groen bleef er weinig ruimte over. De leus van de stadsontwikkeling was "blauw is groen", oftewel, het water van de havens in het gebied moest grotendeels de functie overnemen die het groen in andere buurten heeft.

### Bewaard gebleven
Tussen de nieuwe bebouwing staan op een aantal plaatsen nog de oude gebouwen van het havengebied, vaak met een andere bestemming:
- De pakhuizen Maandag, Dinsdag, Woensdag, Donderdag, Vrijdag, Zaterdag (1899) en Zondag (1903), gelegen aan de zuidzijde van de Entrepothaven, hebben na de verbouwing tot appartementencomplex hun oorspronkelijk karakter goeddeels behouden.
- Het gebouw van de stoomvaartmaatschappij De Oceaan op Borneo-eiland is in gebruik geweest als Italiaans restaurant, daarna als buurtcafé/-restaurant.
- Loods 1 (ca. 1906), een van de zes havenloodsen van de KNSM op het gelijknamige eiland, is gedeeltelijk bewaard gebleven als "Botenloods", waar oude boten worden gerestaureerd.
- Loods 6 (J.G. & A.D. van Gendt, 1922), de enige havenloods die in zijn geheel bewaard is gebleven, biedt huisvesting aan ruim honderd kunstenaars. In de voormalige aankomst- en vertrekhal van de KNSM, de Kompaszaal uit 1956, was enige tijd het Open Haven Museum gevestigd en is anno 2024 in gebruik als horecaruimte. De bagagehal is een expositieruimte. Daarnaast zijn er verschillende commerciële galeries en winkels in het pand gevestigd.
- De voormalige KNSM-kantine (Piet Verschuyl, 1962) aan het Levantplein werd door het gemeentelijk grondbedrijf voor het symbolische bedrag van 1 gulden verkocht aan de kunstenaars die het gebouw gekraakt hadden. Dezen verplichtten zich ertoe het gebouw te renoveren.
- Het voormalige koffiehuis van de Koninklijke Hollandsche Lloyd (Evert Breman, 1916), onderdeel van het Lloyd-complex, bevat nu het restaurant/café "KHL".
- Het Lloyd Hotel (Evert Breman, 1921) is na restauratie in gebruik genomen als hotel.
- Het Quarantainegebouw (Evert Breman, 1923), waar de immigranten moesten verblijven totdat ze Nederland in mochten, is nu deels café/restaurant en deels woningen.
- De voormalige krachtcentrale (B. de Greef & W. Springer, 1885) aan de Oostelijke Handelskade is verbouwd tot nachtclub "Panama".
- Pakhuis Wilhelmina (1892) aan de Veemkade is sinds 2003 een atelierverzamelgebouw voor 94 kunstenaars, ontwerpers en andere makers.
- Pakhuis Amsterdam, oorspronkelijk pakhuis Azië (1885), aan de Veemkade, van 2004 tot 2016 met onder meer restaurant "Fifteen" van de Engelse televisiechef Jamie Oliver.
- Pakhuis de Zwijger (J. de Bie Leuveling Tjeenk & K. Bakker, 1934) aan de Veemkade, sinds 2006 culturele broedplaats.

### Nieuw gebouwd

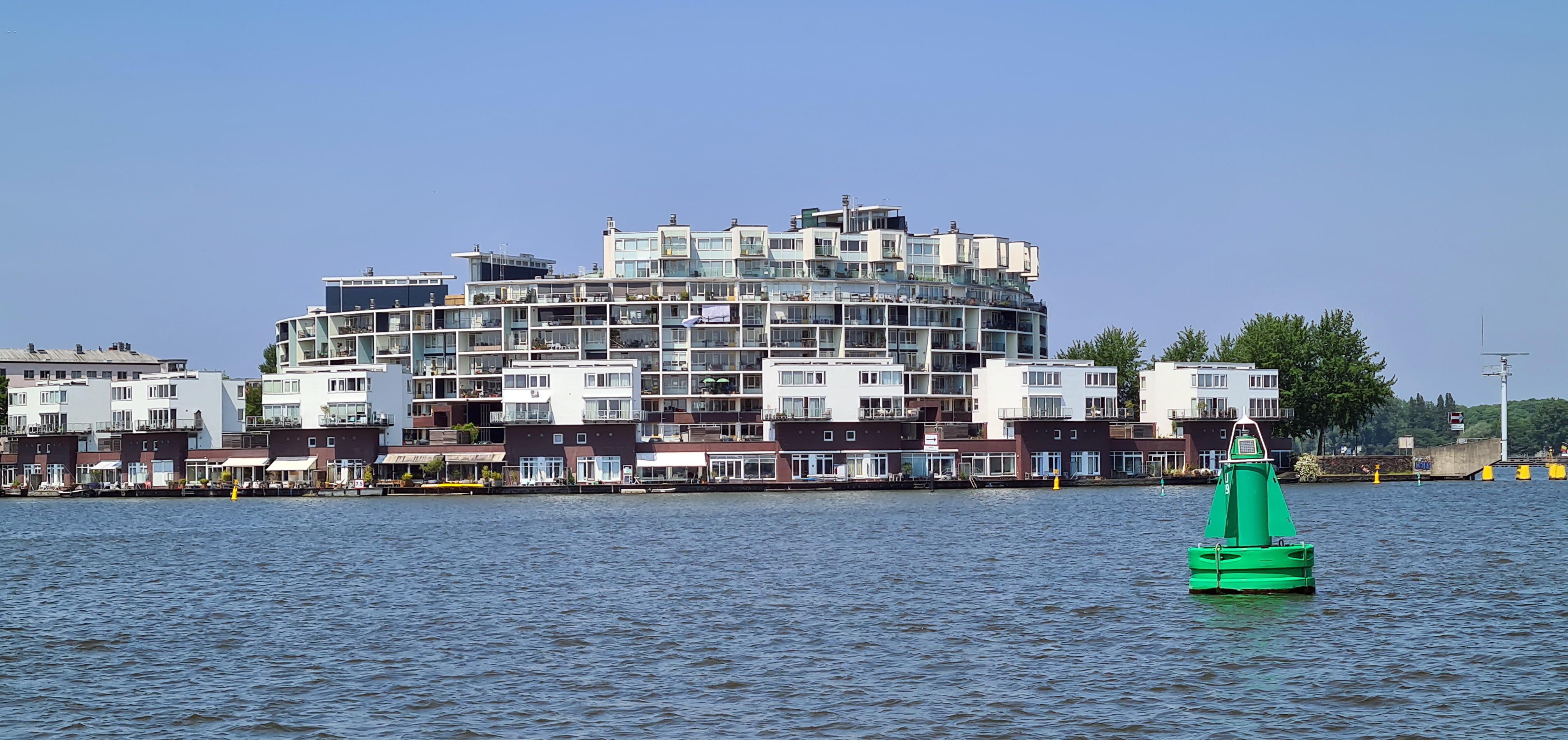
Emerald Empire en watervilla's op de punt van het KNSM-eiland (2023)

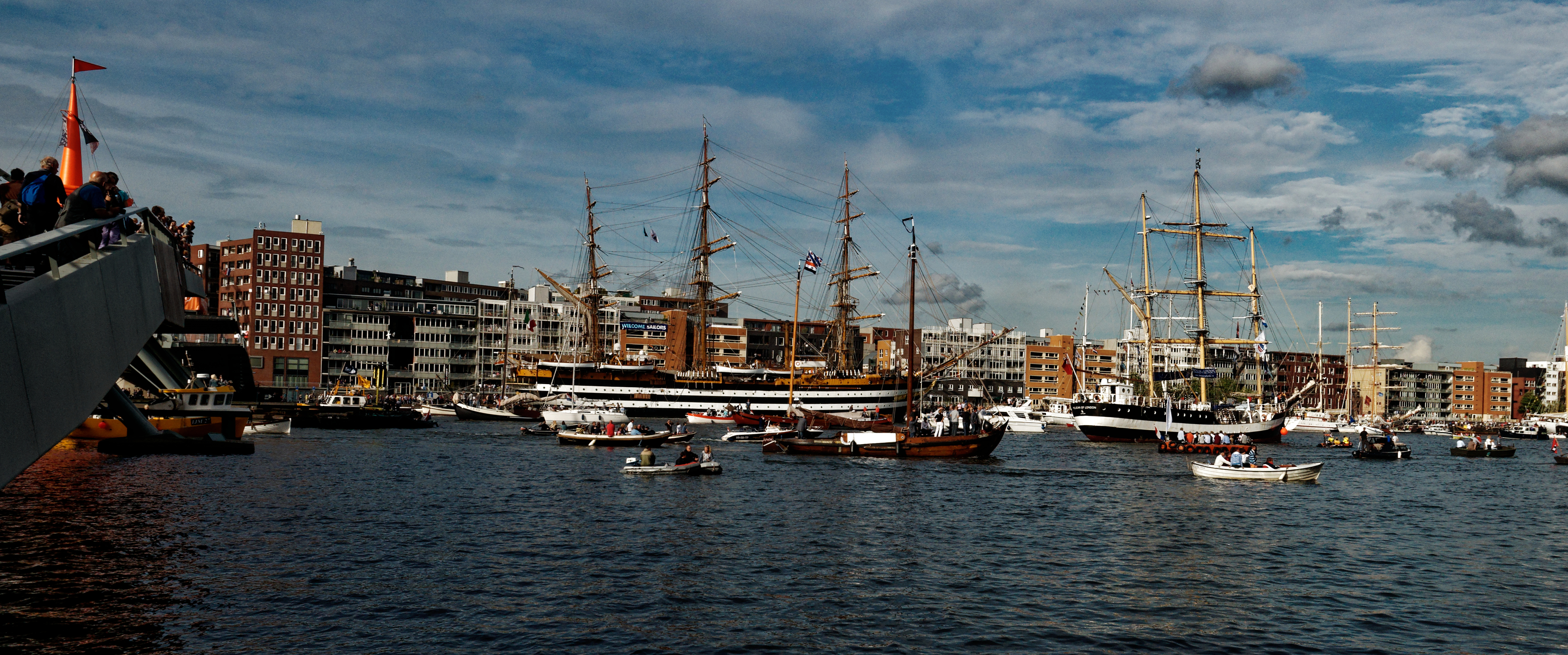
Java-eiland tijdens Sail 2010

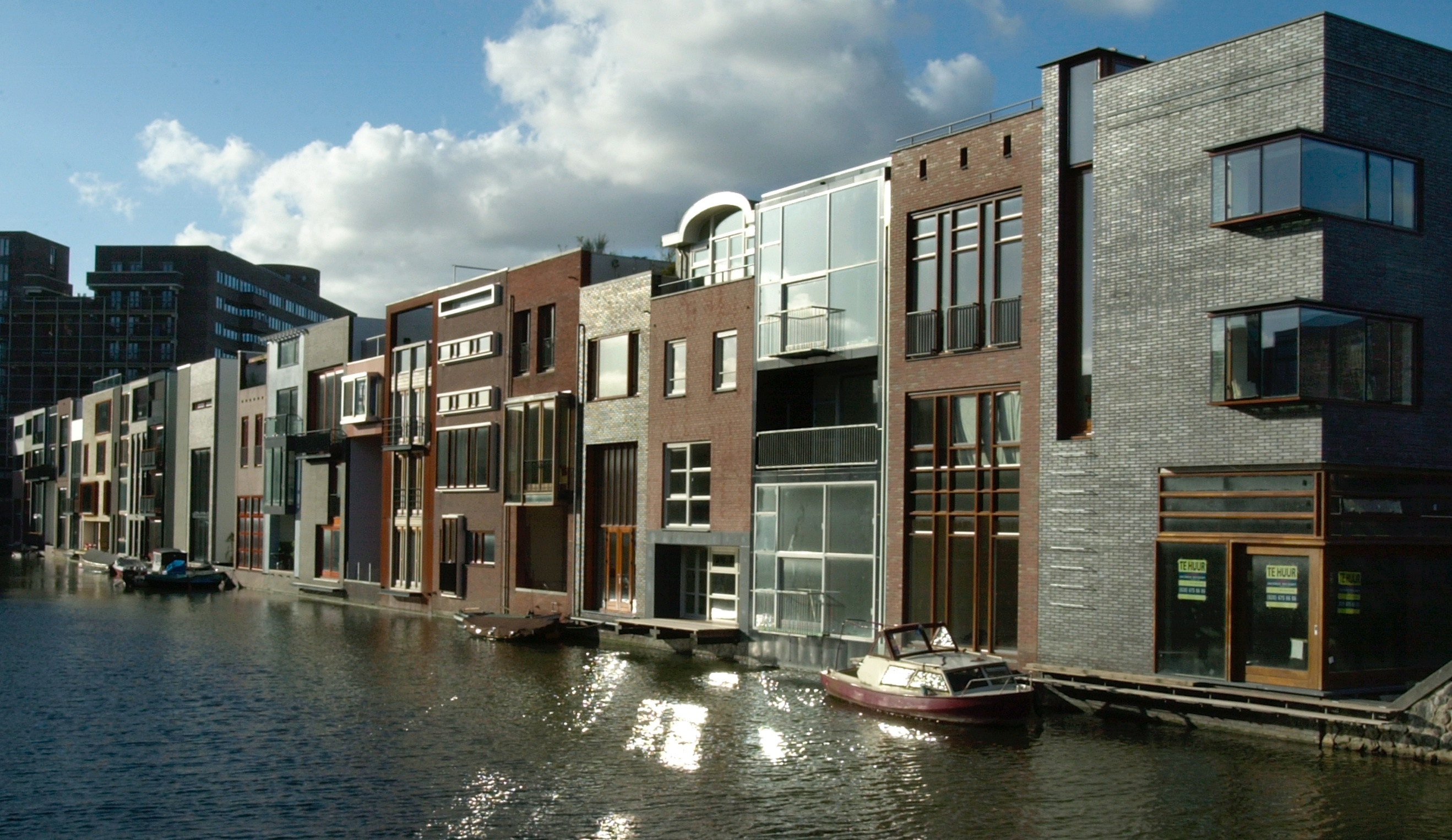
Scheepstimmermanstraat, Borneo-eiland (2001)

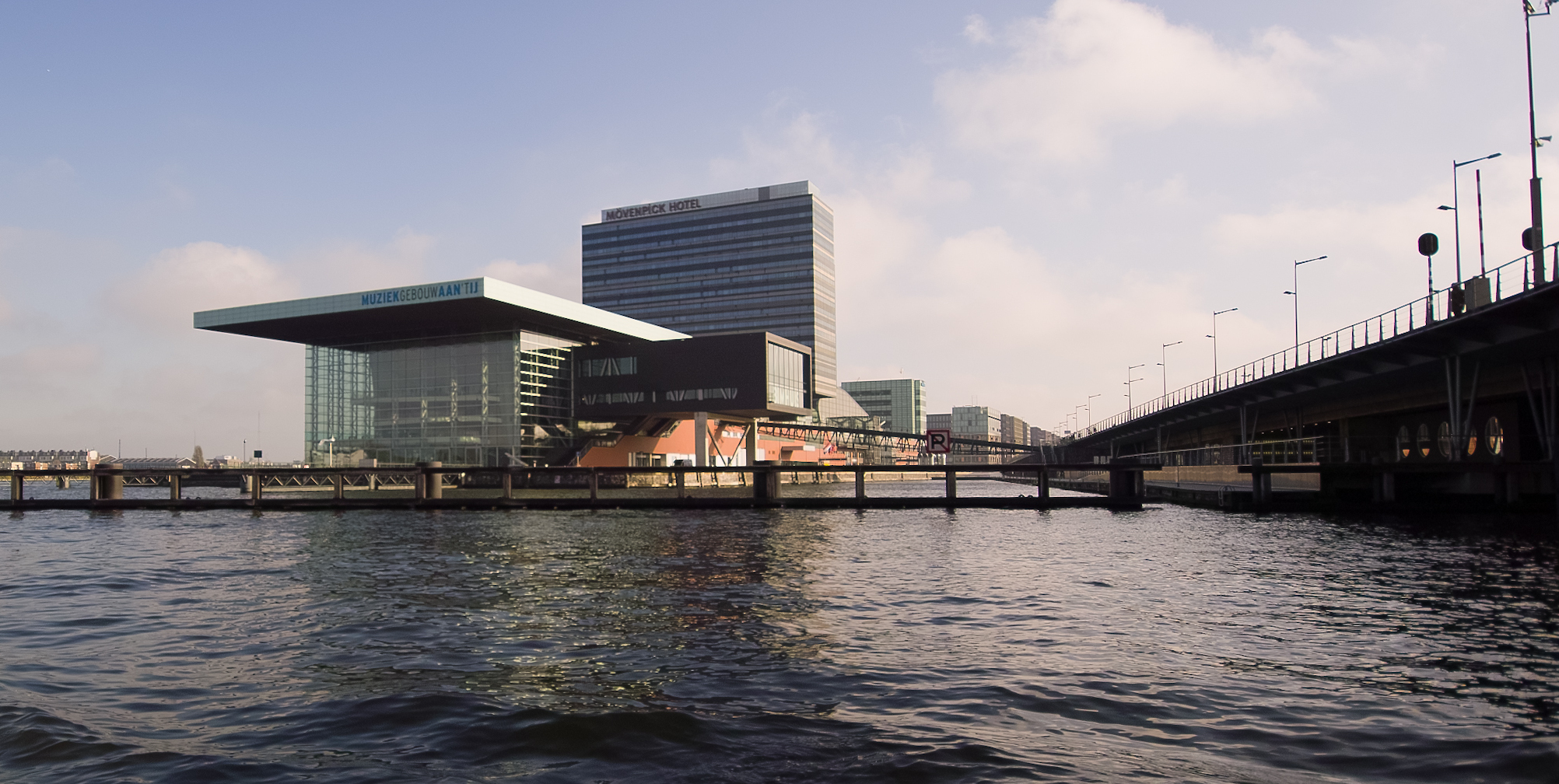
Muziekgebouw aan 't IJ, Mövenpick Hotel en aansluitende bebouwing (2009)

Omdat de bebouwing van het Oostelijk Havengebied stedelijk moest zijn, is op een aantal plekken grootse bebouwing gerealiseerd, die voor een groot deel ook het aanzien van de schiereilanden bepalen. Java- en KNSM-eiland zijn grotendeels met hoogbouw bebouwd; op de schiereilanden Borneo, Sporenburg en Cruquius is met name middelhoogbouw met laagbouw gerealiseerd. Een relatief groot percentage van de woningen in de wijk is na het jaar 2000 gebouwd: 35%.

#### KNSM- en Java-eiland
- Piraeus (H. Kollhoff & Chr. Rapp, 1994) op het KNSM-eiland. Het gebouw van donkerbruine baksteen is om een voormalig havengebouwtje heen 'gevouwen' en geldt als een van de invloedrijkste Nederlandse gebouwen uit de jaren 1990.
- Barcelona (B. Albert, 1993) op het KNSM-eiland is een groot rechthoekig gebouw rond een cirkelvormig, Zuid-Europees aandoend plein, afgesloten door een monumentaal hekwerk.
- Emerald Empire (J. Coenen, 1996). De positionering, op de oostelijke punt van het KNSM-eiland, omringd door het IJ, het Amsterdam-Rijnkanaal en de Ertshaven, met uitzicht op onder andere de Oranjesluizen.
- Skydome (W. Arets, 1996), met antracietkleurige platen beklede, 63 meter hoge woontoren op het KNSM-eiland.
- Hoogkade & Hoogwerf (Diener & Diener, 2001), twee gebouwen die stedenbouwkundig een geheel vormen en het KNSM-eiland en Java-eiland met elkaar verbinden.
- Bruggen Java-eiland:
  - Jan Schaeferbrug, tussen Javakade en Oostelijke Handelskade.
  - acht stalen bruggetjes over de vier grachten op het Java-eiland.

#### Borneo en Sporenburg
- Pacman (Koen van Velsen, 1997), op Borneo, een van de 'meteorieten' in de 'zee van laagbouw', volgens het masterplan van West 8.
- The Whale of de Sfinx (F. van Dongen, 2000) op Sporenburg; beschreven als "een zilveren vis in een bruine zee".
- Scheepstimmermanstraat op Borneo-eiland, zestig woonhuizen van verschillende architecten (H. Herzberger, MVRDV, K. van Velsen, N.J. Habraken, e.a.). Veel gepubliceerd voorbeeld van particulier opdrachtgeverschap. Stedenbouwkundig plan en coördinatie door West 8 (Adriaan Geuze).
- Twee rode bruggen (Adriaan Geuze, 2001) over het Spoorwegbassin, waarbij met name de hoogste (Pythonbrug) fraai uitzicht biedt over de buurt. De andere heet toepasselijk Lage brug.

#### Rietlanden en Oostelijke Handelskade
- Hoop, Liefde en Fortuin (R. Uytenhaak, 1998), langgerekt, schuin oplopend woongebouw bij de toegang tot de Piet Heintunnel.
- PTA, Passenger Terminal Amsterdam (L. Malcic / HOK, 2000), grotendeels glazen aankomst- en vertrekhal in de vorm van een golf, waar zeer grote cruiseschepen aan kunnen leggen.
- Muziekgebouw aan 't IJ en Bimhuis (Nielsen, Nielsen & Nielsen, 2004), modernistisch gebouw aan het IJ met veel glas en overkragend dak.
- Mövenpick hotel (Claus & Kahn, 2005).

## Verkeer en vervoer

### Auto
Het Oostelijk Havengebied wordt door de Piet Heintunnel sinds 1997 in oostelijke richting ontsloten. Vanuit de Ringweg-Oost (A10 Oost) is het gebied goed te bereiken. Aan de westkant is het gebied via de Piet Heinkade verbonden met het Stationseiland. In het Oostelijk Havengebied bevindt zich één beeldbepalende brug, de Jan Schaeferbrug over de IJhaven.

Tramhalte Rietlandpark (2022)

### Tram
In 2004 werd tramlijn 10 vanaf de Sarphatistraat via de Czaar Peterstraat en Rietlanden verlengd naar het Oostelijk Havengebied. De tramlijn had zijn eindpunt op het Azartplein op de grens van Java-eiland en KNSM-eiland. In 2018 werd de lijn opgeheven en is het tracé tussen de Korte 's-Gravesandestraat en het Azartplein overgenomen door tramlijn 7.
In 2005 werd tramlijn 26, de 'IJtram', naar IJburg geopend. Deze heeft in het Oostelijk Havengebied haltes bij de Passagiersterminal, Kattenburgerstraat / Pakhuis Amsterdam en Rietlandpark.
Overigens reed de eerste tram in het Oostelijk Havengebied al in 1901. De tweede elektrische tramlijn van Amsterdam, lijn 6, van de Mauritskade, via de Zeeburgerdijk en Veelaan, naar de Cruquiusweg, verbond het abattoir en de veemarkt met de rest van de stad. Deze verbinding (later lijn 12) behoorde tot de eerste lijnen die weer verdween in Amsterdam, namelijk in 1925.

### Bus
Lijn 43 verbindt het Oostelijk Havengebied met het centraal station enerzijds en het Borneo-eiland anderzijds.
Lijn 65 verbindt het Oostelijk Havengebied met het Amstelstation via Watergraafsmeer en de Indische Buurt.